# خيطبية آكلة النيترات
خيطبية آكلة النيترات (الاسم العلمي: Hyphomicrobium nitrativorans) هي نوع من البكتيريا يتبع جنس الخيطبية من فصيلة الخيطبيات.